# Шозон
Шозон (фр. Chauzon) насеље је и општина у источној Француској у региону Рона-Алпи, у департману Ардеш која припада префектури Ларжантјер.
По подацима из 2011. године у општини је живело 338 становника, а густина насељености је износила 31,65 становника/km². Општина се простире на површини од 10,68 km². Налази се на средњој надморској висини од 180 метара (максималној 326 m, а минималној 100 m).

## Демографија
| 1962. | 1968. | 1975. | 1982. | 1990. | 1999. | 2011. |
| ----- | ----- | ----- | ----- | ----- | ----- | ----- |
| 171   | 181   | 168   | 210   | 224   | 255   | 338   |

График промене броја становника у току последњих година